# Catocala conversa
Catocala conversa är en fjärilsart som beskrevs av Eugen Johann Christoph Esper 1787. Catocala conversa ingår i släktet Catocala och familjen nattflyn. Inga underarter finns listade i Catalogue of Life.